# Astronomy and Astrophysics
Astronomy and Astrophysics is een internationaal, aan peer review onderworpen wetenschappelijk tijdschrift op het gebied van de astronomie. De naam wordt in literatuurverwijzingen meestal afgekort tot Astron. Astrophys. of A&A.
Het wordt uitgegeven door EDP Sciences namens het European Southern Observatory en verschijnt twaalf keer per jaar.
Het eerste nummer verscheen in 1969.

## Ontstaan
Het tijdschrift ontstond in 1969 door het samenvoegen van verschillende tijdschriften die gepubliceerd werden in een aantal landen:
- Annales d'Astrophysique ISSN 0365-0499 (Frankrijk), eerst verschenen in 1938
- Arkiv för Astronomi ISSN 0004-2048 (Zweden), eerst verschenen in 1948
- Bulletin of the Astronomical Institutes of the Netherlands ISSN 0365-8910 (Nederland), eerst verschenen in 1921
- Bulletin Astronomique ISSN 0245-9787 (Frankrijk), eerst verschenen in 1884
- Journal des Observateurs ISSN 0368-3389 (Frankrijk), eerst verschenen in 1915
- Zeitschrift für Astrophysik ISSN 0372-8331 (Duitsland), eerst verschenen in 1930

In 1992 werd ook het Bulletin of the Astronomical Institutes of Czechoslovakia (ISSN 0004-6248; eerst verschenen in 1947) bij Astronomy and Astrophysics gevoegd.